# Marcelina
Marcelina (em latim: Marcellina) foi uma das poucas líderes cristã durante o século II em Roma, originalmente vinda da Alexandria, onde foi discípula de Carpocrates. Marcelina viajou a Roma para representar as ideias de Carpocrates e afirmava ter recebido ensinamento secretos sobre Maria, Salomé e Marta.
Marcelina difundiu seus ensinamentos talvez de forma modificada em 160 em Roma, Celso chamava seus seguidores de marcelianos. A seita floresceu em 130. No sistema marceliano trabalha a tradição gnóstica inicial, caracterizada por um antinomianismo consistente, ou libertinismo, em que a alma deve seguir à sua redenção, se necessário, passando por vários nascimentos. Jesus é um exemplo que deve ser seguido  durante este processo e que pode ser superado. Só a fé e o amor são necessários para a salvação, outros aspectos sociais, especialmente as leis e os regulamentos, são neutros no processo de salvação. Os marcelianos compartilhavam tudo, incluindo parceiros e colocaram imagens de filósofos gregos, ao lado de ícones de Cristo. Seus seguidores traziam uma pequena marca atrás do lóbulo da orelha direita segundo realte Irineu em seu Contra Heresias.